# Veengaffeltandmos
Veengaffeltandmos (Dicranum bergeri)  is een mossoort die behoort tot de familie Dicranaceae.

## Kenmerken
Het mos groeit meestal in dichte kussens of pollen, maar kan soms ook grote heuveltjes vormen met een kenmerkende olijfgroene kleur. De bladeren zijn 4-7 mm lang, sterk golvend, pijlvormig en lopen uit in een smalle punt die vaak stomp is. De bladranden hebben meestal tanden in de buurt van de punt, maar de bladnerf aan de achterkant heeft geen tanden. Met een loep (20x) zijn onregelmatig gevormde cellen aan de bladtop net zichtbaar.

## Verspreiding
Veengaffeltandmos is een echte hoogveensoort die de hoofdverspreiding kent in Europa in Scandinavië, Finland en Noord-Rusland.
In Nederland komt het uiterst zeldzaam voor. Het staat op de rode lijst in de categorie 'verdwenen'. Het werd voor het eerst gevonden in 1966 in een droge bult van kussentjesmos in de oeverzone van een meerstal in het Bargerveen. De tweede vondst werd eveneens gedaan in het Bargerveen en wel in een vochtige dopheidevegetatie in 1997. Gezien de zeldzaamheid van de biotoop van deze soort, vooral levend hoogveen, zijn in ons land nieuwe vondsten nauwelijks te verwachten.